# (73087) 2002 GA18
(73087) 2002 GA18 – planetoida z pasa głównego asteroid okrążająca Słońce w ciągu 3,46 lat w średniej odległości 2,29 j.a. Odkryta 15 kwietnia 2002 roku.